# Arachnodes philippi
Arachnodes philippi är en skalbaggsart som beskrevs av Lebis 1953. Arachnodes philippi ingår i släktet Arachnodes och familjen bladhorningar. Inga underarter finns listade.